# Fitzwilliam Museum
Le Fitzwilliam Museum est le musée d'art et d'antiquités de l'université de Cambridge. Il se trouve dans la rue Trumpington à Cambridge en Angleterre, en face de Fitzwilliam Street dans le centre de la ville. Il a été fondé en 1816 par la volonté de Richard Fitzwilliam (7e vicomte Fitzwilliam) (1745 – 1816), et renferme l'une des plus belles collections d'antiquités et d'art moderne d'Europe occidentale,. Avec plus d'un demi-million d'objets et d'œuvres d'art dans ses collections, les expositions du musée explorent l'histoire et l'art du monde de l'Antiquité à nos jours. Les collections du musée comprennent des œuvres de Monet, Picasso, Rubens, Vincent van Gogh, Rembrandt, Cézanne, Van Dyck et Canaletto, ainsi qu'un bas-relief ailé de Nimroud. L'entrée au public est toujours gratuite.
Le musée est partenaire du consortium des musées de l'Université de Cambridge, l'un des 16 Major Partner Museum financés par Arts Council England pour favoriser le développement du secteur des musées.

## Histoire
Le musée est fondé en 1816 avec l'héritage de la bibliothèque et de la collection d'art de Richard FitzWilliam, 7e vicomte FitzWilliam. Le legs comprend 100 000 £ « pour faire ériger un bon dépôt de musée substantiel ». Le musée contient maintenant plus de 500 000 objets et est l'un des plus importants musées du Royaume-Uni. La collection est d'abord placée dans le bâtiment de la Perse School dans Free School Lane. Elle est déplacée en 1842 dans les Old Schools du centre de Cambridge, qui abritent la bibliothèque de l'université de Cambridge.
Le « Founder's Building » est construit de 1837 à 1843 selon les plans de George Basevi, complétés par Charles Robert Cockerell, sous la forme d'un grand temple néo-classique. La première pierre du nouveau bâtiment est posée par Gilbert Ainslie en 1837. Le musée ouvre en 1848. Le hall d'entrée palladien d'Edward Middleton Barry est achevé en 1875. Un autre legs important est fait à l'université en 1912 par Charles Brinsley Marlay, comprenant 80 000 £ et 84 peintures de sa collection privée. Une extension de deux étages au sud-est, financée en partie par la famille Courtauld, est ajoutée en 1931, agrandissant considérablement l'espace du musée et permettant aux équipes de recherche de travailler sur place.
Les bâtiments du musée et, séparément, la limite le long de la façade de la rue, sont classés Grade I.

## Collections

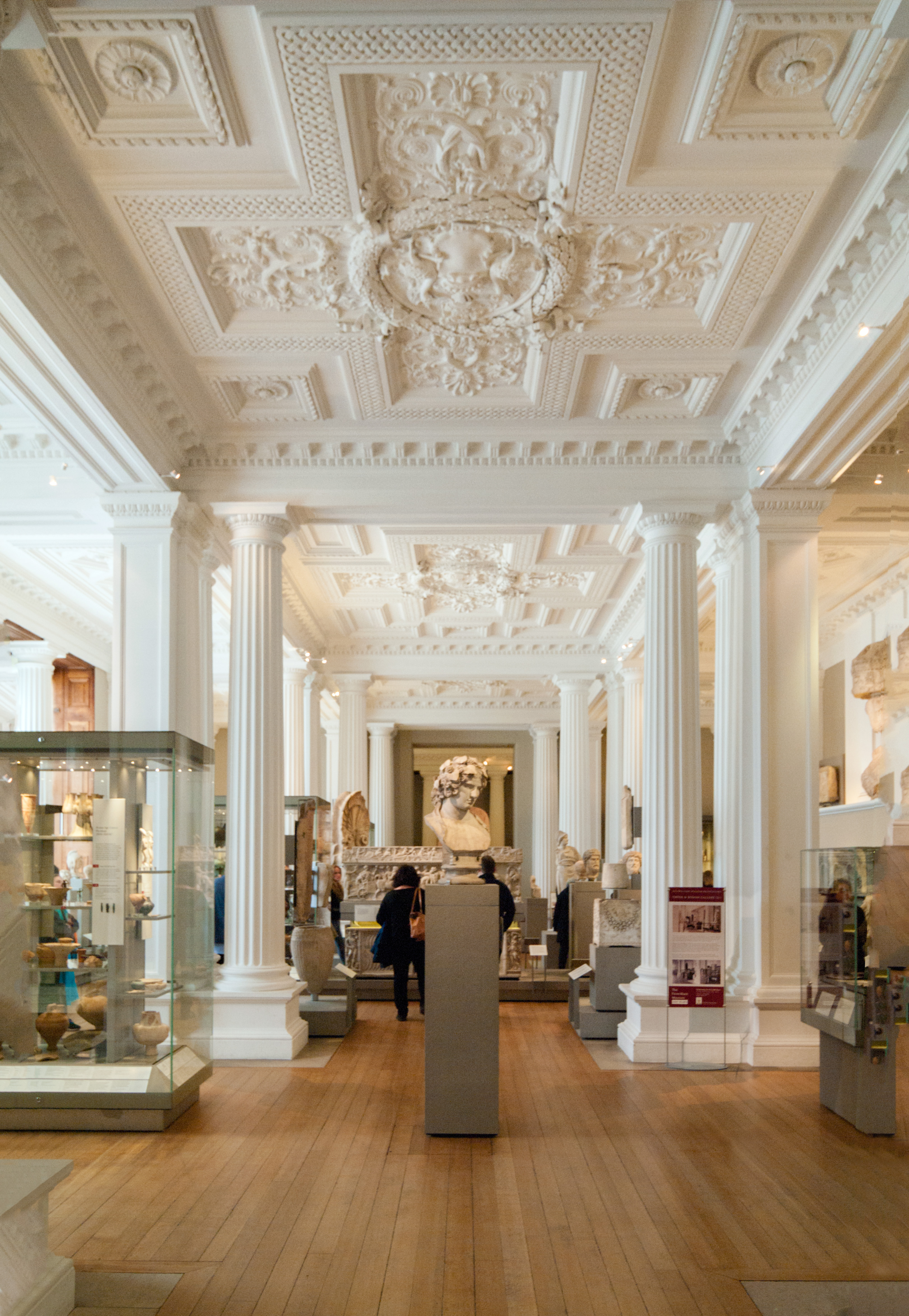
Buste en marbre d'Antinoüs.

Le musée compte cinq départements : Antiquités ; Arts appliqués; Monnaies et Médailles ; Manuscrits rares et livres imprimés ; Peintures, dessins et estampes.
Le département des Antiquités présentent des ouvrages de l'Égypte antique, de la Nubie, de la Grèce antique et de la Rome antique, de l'art de l'Égypte romaine et byzantine, d'Asie occidentale et l'art chypriote avec une nouvelle galerie. Parmi les œuvres remarquables de la collection d'antiquités figure un bas-relief de Persépolis.
Le département des Arts appliqués expose de la poterie et du verre anglais et européens, des meubles, des horloges, des éventails, des armures, de l'art chinois, japonais et coréen, des tapis et des échantillonneurs.
Le département des Manuscrits rares et livres imprimés expose des manuscrits enluminés, littéraires et musicaux et des livres imprimés rares.
La peinture italienne forme le noyau du département des Peintures, dessins et estampes avec des chefs-d'œuvre de Domenico Veneziano, Titien, Paul Véronèse, Palma le Vieux, Guido Reni, Simone Martini, Canaletto… La collection de peintures anglaises du XIXe siècle est exceptionnelle ; on trouve aussi des œuvres impressionnistes françaises et une belle collection de l'art du XXe siècle, des miniatures, dessins, aquarelles et estampes, avec des oeuvres de Rubens, Van Dyck, Jan van Goyen, Frans Hals, William Hogarth, Gainsborough, Constable, Claude Monet, Edgar Degas, Auguste Renoir, Paul Cézanne et Picasso.
La galerie Rothschild abrite des manuscrits enluminés, ivoires, émaux et étoffes.

### Manuscrits musicaux
Le musée conserve la plus grande collection de musique manuscrite virginale élisabéthaine du XVIe siècle écrite par certains des compositeurs les plus remarquables de l'époque, tels que William Byrd, le docteur John Bull, Orlando Gibbons et Thomas Tallis.

### Collection égyptienne
Les galeries égyptiennes du musée ont rouvert en 2006 après un programme de rénovation, de conservation et de recherche de 1,5 million de livres sterling sur deux ans. Le réaménagement a également permis l'exposition publique d'antiquités qui étaient auparavant conservées dans l'installation de stockage souterrain du musée. Les galeries égyptiennes comptent parmi les expositions les plus populaires du musée. Elles présentent une exposition publique immersive qui permet aux familles et aux jeunes visiteurs de comprendre le contexte et le paysage de l'Égypte ancienne à travers des expositions participatives. Aujourd'hui, les galeries égyptiennes contiennent certaines des meilleures expositions sur les antiquités égyptiennes en dehors du British Museum.

### Peintures
Le musée possède une vaste collection de peintures et d'esquisses. Il conserve également de nombreuses œuvres de JMW Turner, qui trouvent leurs origines dans un ensemble de 25 dessins à l'aquarelle donnés à l'université par John Ruskin en 1861. Sir Sydney Cockerell, qui était alors directeur du musée, a acquis huit autres aquarelles de Turner et certains de ses écrits.
La collection de peintures pré-raphaélites du musée comprend une peinture de Ford Madox Brown datée de 1855, Adieu à l'Angleterre, désignée huitième plus grande peinture en Grande-Bretagne dans le vote de 2005 de BBC Radio 4, Greatest Painting in Britain Vote.
De nombreuses œuvres du musée sont prêtés par des collèges de l'université de Cambridge, par exemple un important groupe de peintures impressionnistes appartenant au King's College, qui comprend L'Enlèvement de Paul Cézanne et une étude pour Un dimanche après-midi à l'île de la Grande Jatte de Georges Seurat. De nombreuses peintures ont été données par des anciens élèves et des donateurs de l'université de Cambridge, par exemple, l'économiste John Maynard Keynes a fait don de sa collection personnelle, y compris la Nature morte aux pommes de Cézanne qu'il a achetée en 1918.
Peinture américaine :
- Benjamin West – 2 tableaux.

École néerlandaise :
- Albert Cuyp – 1 tableau ;
- Gérard Dou – 3 peintures ;
- Frans Hals – 1 tableau ;

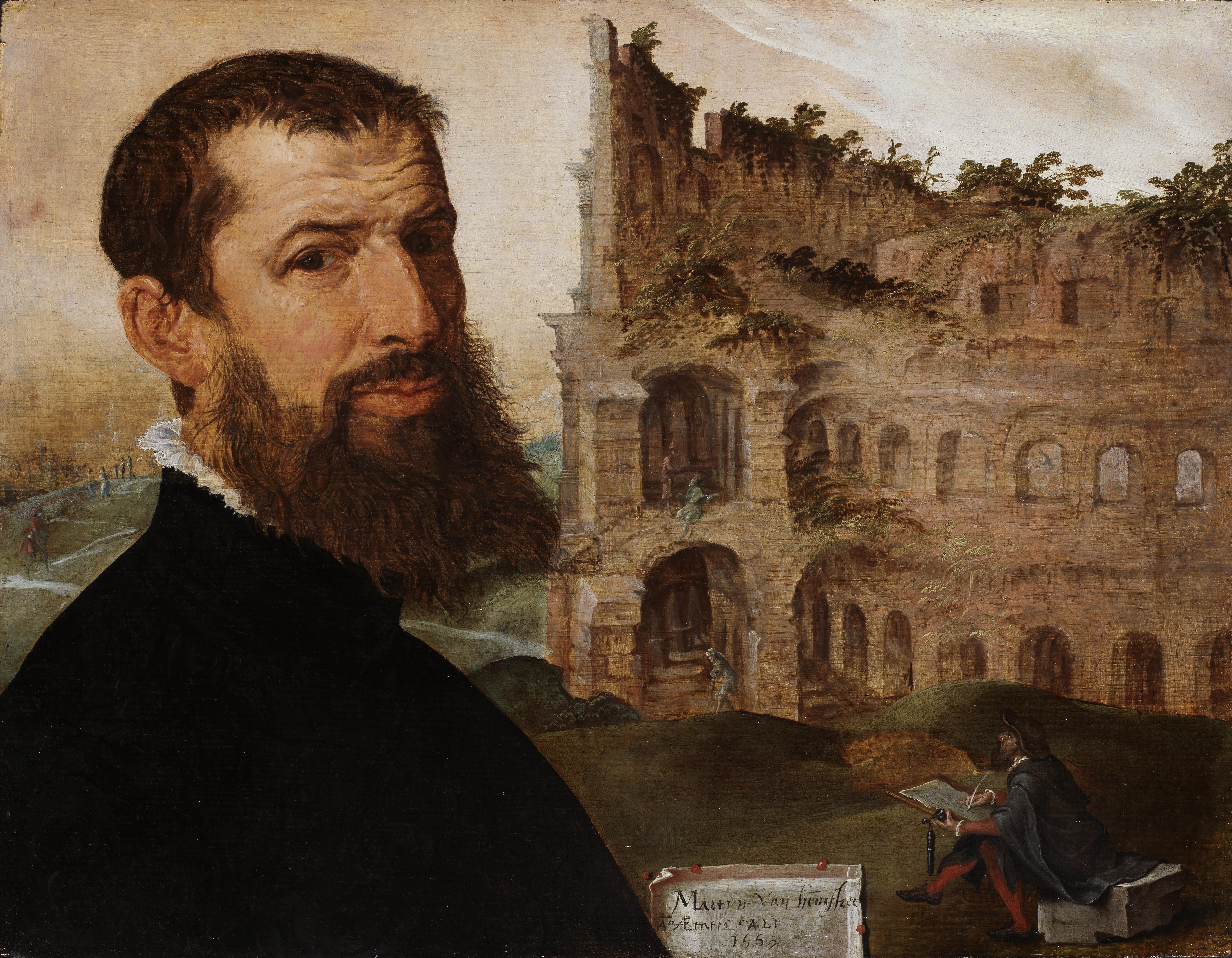
Maerten van Heemskerck,Autoportrait au Colisée, 1553.

- Maerten van Heemskerck : Autoportrait au Colisée (1553)[11]
- Meindert Hobbema – 2 tableaux ;
- Dirk Maas : L'École d'équitation
- Adriaen van Ostade – 2 tableaux ;
- Rembrandt – 1 tableau ;
- Jacob van Ruisdael – 5 peintures ;
- Salomon van Ruysdael – 1 tableau ;
- Jan Steen – 3 tableaux ;
- Adriaen van de Velde – 1 tableau ;
- Willem van de Velde le Jeune – 1 tableau ;
- Jan Weenix – 1 tableau ;
- Philips Wouwerman – 2 tableaux ;
- Vincent van Gogh – 1 tableau.

École anglaise :
- William Beechey - 1 peinture;

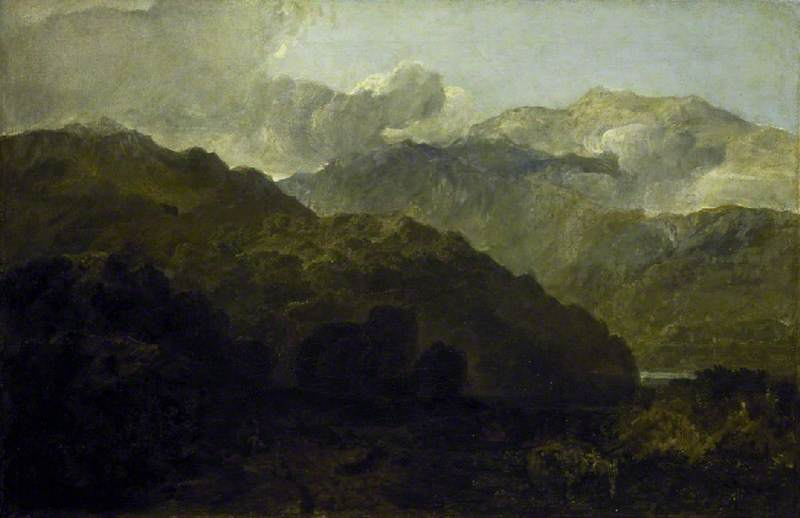
Joseph Mallord William Turner, paysage de montagne gallois.

- William Blake – 4 peintures et des centaines d'aquarelles, dessins, estampes et manuscrits ;
- John Constable - 12 peintures;
- Thomas Gainsborough – 8 tableaux ;
- Joseph Highmore - 6 tableaux ;
- Nicolas Hilliard –  1 tableau : Henry Percy, 9e comte de Northumberland (1595)[12] ;
- William Hogarth – 9 peintures dont : Le Juge (?) ; Before et After, tableaux (1731) ;
- John Hoppner – 1 tableau ;
- Godfrey Kneller - 15 peintures ;
- Edwin Landseer – 1 tableau ;
- Thomas Lawrence - 1 peinture ;
- Peter Lely - 1 peinture ;
- Samuel Palmer - Le Pommier magique, v.1830, encre brune et aquarelle, 17 x 28 cm ;
- Joshua Reynolds – 4 tableaux ;
- Joseph Stannard – 1 tableau ;
- George Stubbs – 3 tableaux ;
- JMW Turner – 1 tableau (paysage de montagne gallois, 1799–1800).

Ecole flamande :
- Jan Brueghel l'Ancien – 5 peintures ;
- Pieter Brueghel l'Ancien – 1 tableau ;
- Frans Francken le Jeune – 1 tableau ;
- Jan Mabuse – 1 tableau ;
- Pierre Paul Rubens – 14 peintures ;
- David Teniers le Jeune – 2 tableaux ;
- Antoine van Dyck – 5 tableaux.

École française :

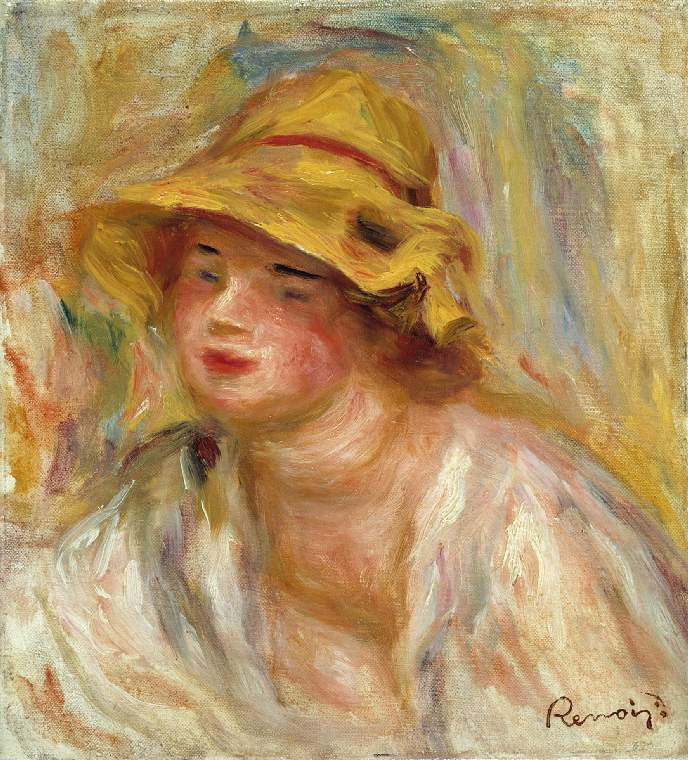
Renoir, Étude de jeune fille.

- Maurice Asselin - Bateaux, huile sur toile ;
- Mélanie de Comoléra – 1 tableau: Vase de fleurs (vers 1830) ;
- Eugène Delacroix – 4 tableaux ;
- François Boucher – 1 tableau;
- Jean-Baptiste Camille Corot – 3 tableaux ;
- Edgar Degas – 7 peintures ;
- Gaspard Dughet – 3 tableaux ;
- Paul Gauguin – 1 tableau ;
- Claude Gellée – 1 tableau ;
- Jean-Baptiste Greuze – 1 tableau ;
- Jean-Étienne Liotard – 2 tableaux ;
- Claude Monet – 4 tableaux ;
- Camille Pissarro – 6 tableaux ;
- Ludovic-Rodo Pissarro - Scène de rue, estampe ;
- Nicolas Poussin – 1 tableau ;
- Auguste Renoir – 11 tableaux ;
- Théodore Rousseau – 3 tableaux ;
- Georges Seurat – 1 tableau ;
- Alfred Sisley - 2 tableau dont L'Inondation à Port-Marly, 1876.
- Jean-François de Troy – 1 tableau.

École allemande :
- Hans Holbein le Jeune – 2 tableaux.

École italienne :
- Alessandro Allori – 1 tableau ;
- Jacopo Bassano – 2 tableaux ;
- Canaletto – 6 tableaux ;

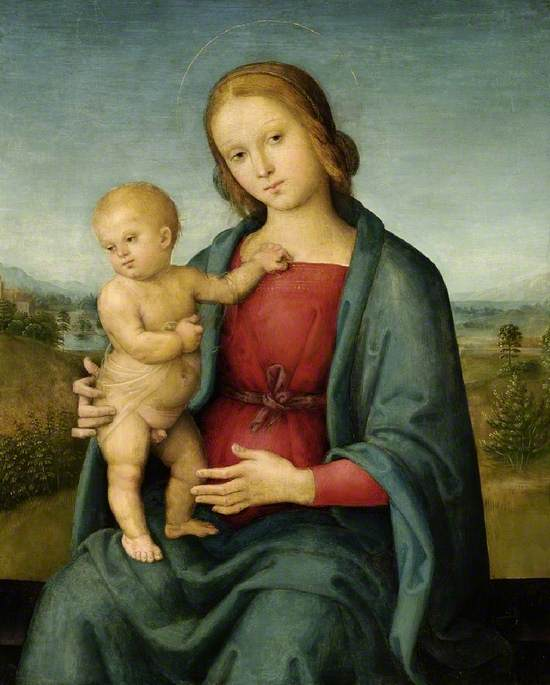
Atelier du Pérugin, Vierge à l'Enfant.

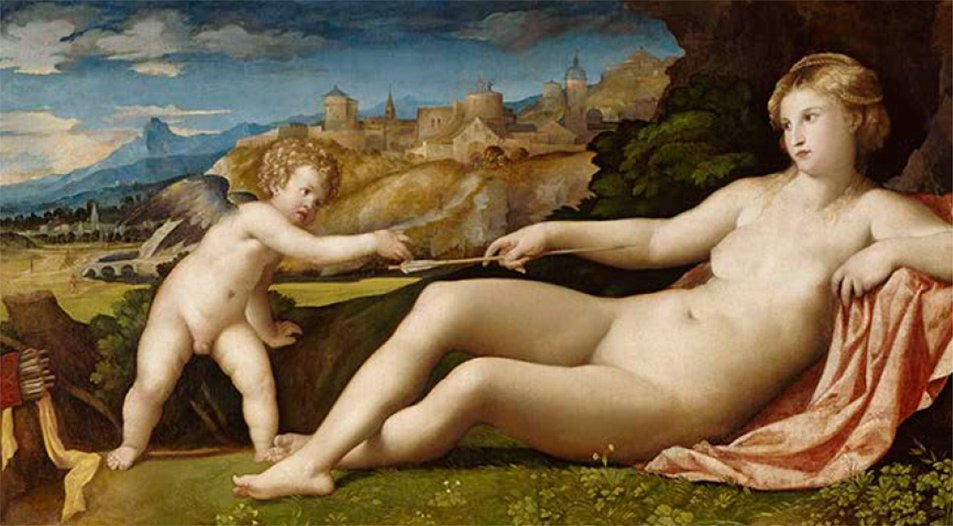
Palma le Vieux, Vénus et Cupidon, 1523-24.

- Annibale Carracci et Lodovico Carracci – 4 tableaux ;
- Bernardo Daddi – 1 tableau ;
- Carlo Dolci – 3 peintures ;
- Le Dominiquin - 1 peinture;
- Duccio di Buoninsegna - 1 peinture;
- Gentile da Fabriano – 1 tableau ;
- Pierre de Cortone – 1 tableau : La Vocation de saint Pierre et saint André (1626-1630);
- Domenico Fetti – 5 peintures ;
- Raffaellino del Garbo – 1 tableau ;
- Lattanzio Gambara – 8 peintures ;
- Luca Giordano – 12 peintures ;
- Le Guerchin – 1 tableau ;
- Fra Filippo Lippi – Triptyque de la Vierge d'Humilité avec des Saints
- Pietro Longhi – 2 peintures ;
- Lorenzo Lotto – 1 tableau ;
- Andrea Mantegna – 9 toiles dites Triomphes de César
- Jacopo Negretti dit Palma le vieux : Vénus et l’Amour (1524)[13]
- Parmigianino - 2 peintures et 30 dessins
- Palma le Vieux – 2 tableaux ;
- Le Pérugin - 1 peinture;
- Giovanni Battista Pittoni – 1 tableau : An Allegorical Monument to Sir Isaac Newton ;

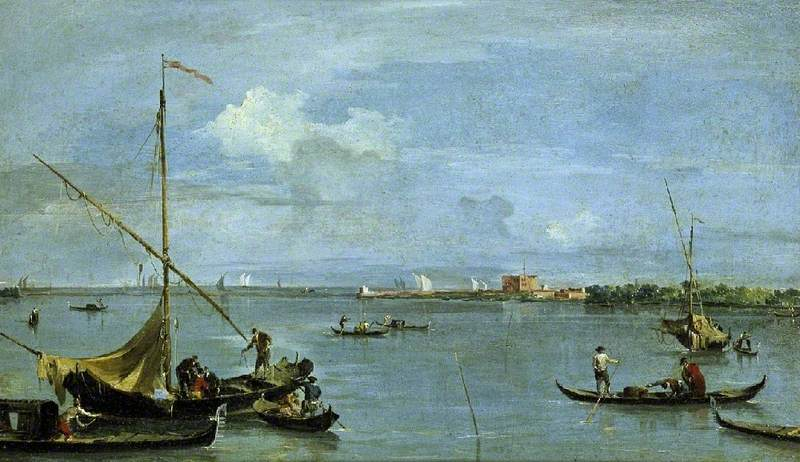
Francesco Guardi (1712-1793), Forte San Andrea del Lido, Venice.

- Francesco di Stefano Pesellino – 1 tableau ;
- Raphaël – 8 Peintures ;
- Raffaellino del Garbo – 1 tableau ;
- Guido Reni – 1 tableau ;
- Sebastiano Ricci – 9 tableaux ;
- Jules Romain - 6 peintures;
- Andrea Sacchi – 130 dessins ;
- Andrea del Sarto – 2 tableaux ;
- Zanobi Strozzi – 1 tableau ;
- Le Tintoret – 5 tableaux ;
- Titien – 4 tableaux dont Tarquin et Lucrèce (1571)[14] et Vénus et Amour avec un joueur de luth ;
- Perin del Vaga – 2 tableaux ;
- Giorgio Vasari – 1 tableau ;
- Domenico Veneziano : L’Annonciation (1445)[13]
- Paul Véronèse – 3 tableaux dont) Hermès, Hersé et Aglauros (1584)[12] ;
- Antonio Verrio - 1 peinture;
- Federico Zuccari – 1 tableau ;
- Francesco Zuccarelli – 27 peintures ;

### Bronzes de Michel-Ange
En 2015, le musée a exposé les Bronzes Rothschild, deux statues en bronze qu'il croyait être l'œuvre de l'artiste de la Renaissance italienne Michel-Ange, qui seraient les seules sculptures en bronze connues de l'artiste. La paire de statues représente des hommes nus, apparemment ivres, chevauchant des panthères. L'historien de l'art Paul Joannides a relié les statues à un dessin du musée Fabre d'un apprenti de Michel-Ange représentant le même sujet dans la même pose,,.

## Incidents
Le 25 janvier 2006, un visiteur a trébuché et a brisé trois vases massifs de la dynastie Qing qui étaient exposés au public depuis 1948. En avril 2006, l'homme a été arrêté mais les demandes de dommages-intérêts ont été abandonnées. Des spécialistes et des experts en restauration du Fitzwilliam Museum ont pu reconstituer les vases en porcelaine endommagés et leur redonner en grande partie leur ancienne splendeur. Les vases ont été remis en exposition et sont désormais protégés par un verre de sécurité.
Le 13 avril 2012, 18 pièces de jade chinois ont été volées. Les cambrioleurs ont été condamnés à 18 ans de prison. Les œuvres d'art n'ont pas été récupérées.

## Amis du Fitzwilliam Museum
Fondée en 1909, les Amis du Fitzwilliam Museum est la plus ancienne société de Grande-Bretagne spécifiquement dédiée au soutien et au développement à long terme d'un musée. Les Amis du Fitzwilliam Museum ont collecté des fonds pour acquérir des œuvres d'art majeures et pourvoir à l'agrandissement et à la rénovation du musée. Ses priorités actuelles comprennent l'acquisition d'œuvres contemporaines majeures et le développement d'une dotation importante pour assurer la postérité du musée.
La princesse Alexandra de Kent est présidente du Fitzwilliam Museum Development Trust.

## Directeurs et conservateurs
Directeurs :
- Sidney Colvin, 1876–1884
- Charles Waldstein, 1883–1889
- John Henry Middleton (en), 1889–1892
- Montague Rhodes James, 1893–1908
- Sydney Cockerell, 1908-1937
- Louis Clarke, 1937–1946
- Carl Winter, 1946-1966
- David Piper, 1966-1973
- Michael Jaffé, 1973–1990
- Simon Jervis, 1990–1995
- Duncan Robinson (historien de l'art) (en), 1995–2007
- Timothy Potts (en)[24], 2007–2012
- Tim Knox (en)[25], 2012––2018
- Luke Syson (en)[26], 2019–

Winifred Lamb est conservateur honoraire des antiquités grecques et romaines de 1920 à 1958.

## Galerie

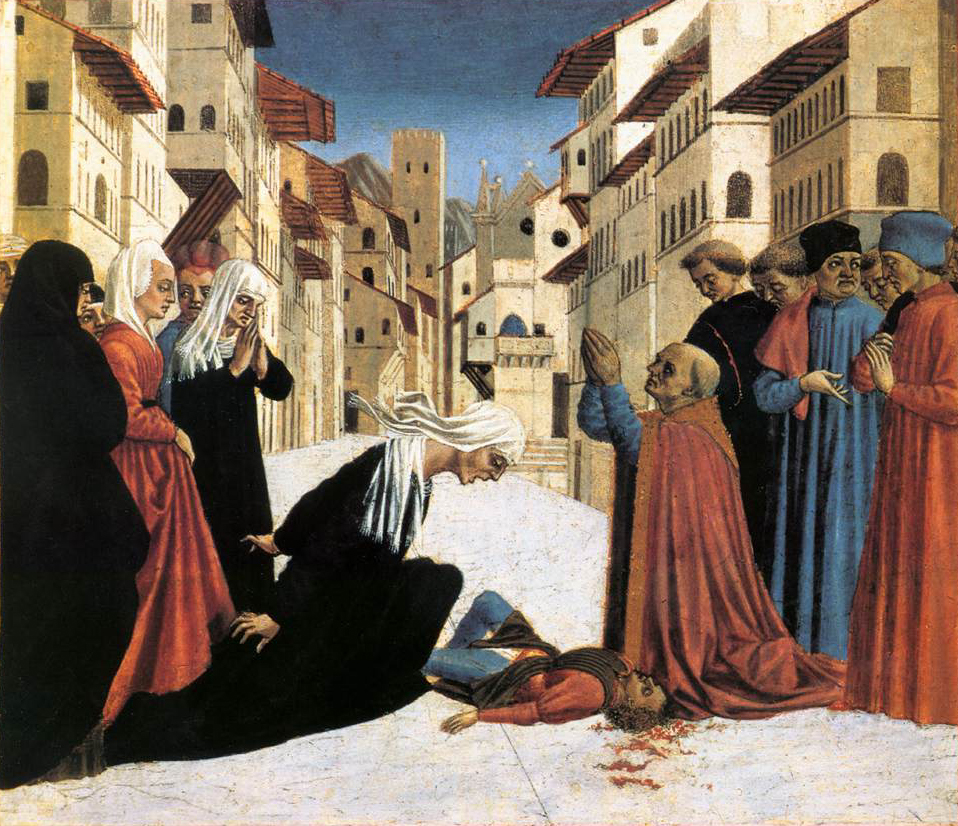
Le Miracle de St Zénobie
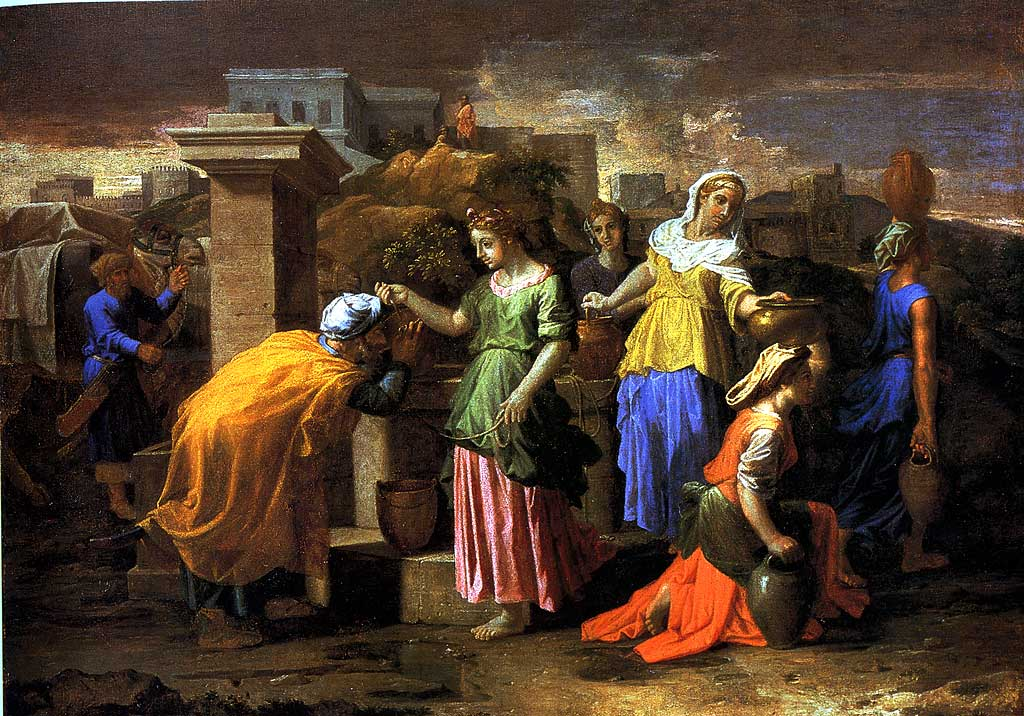
Nicolas Poussin : Éliézer et Rébecca
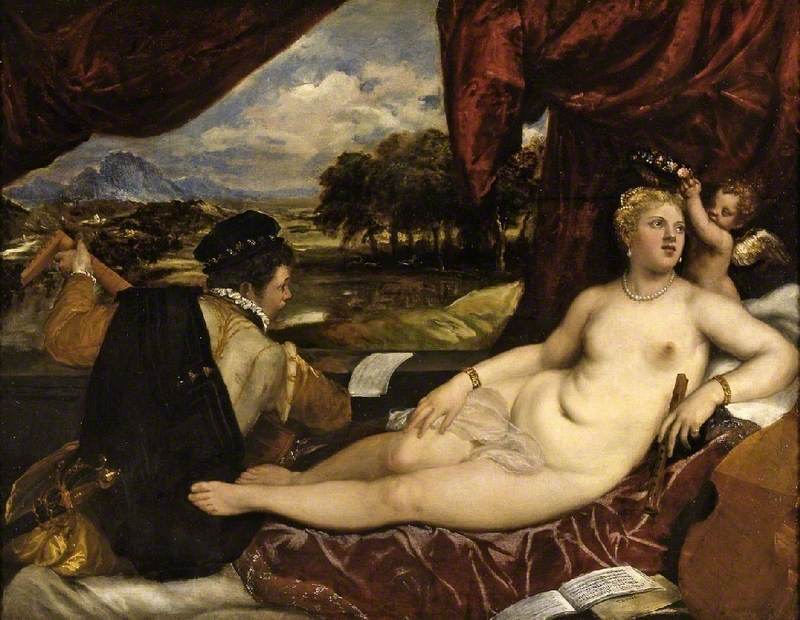
Le Titien : Vénus et le joueur de luth
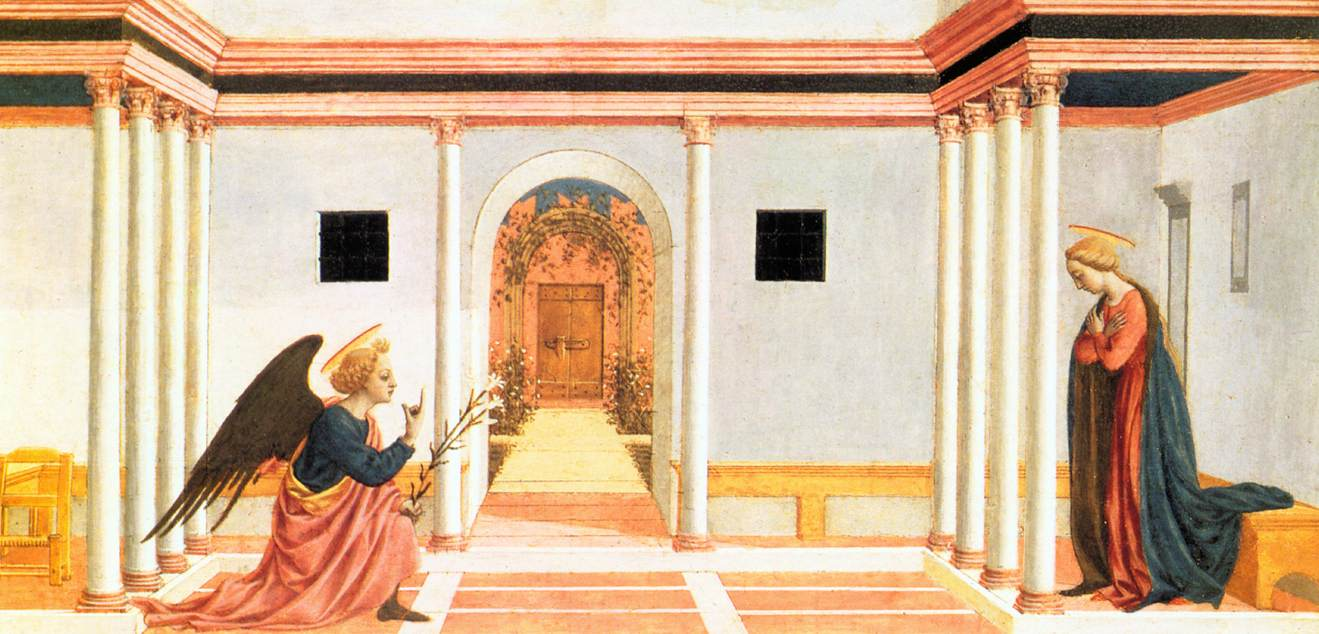
Domenico Veneziano : L'Annonciation
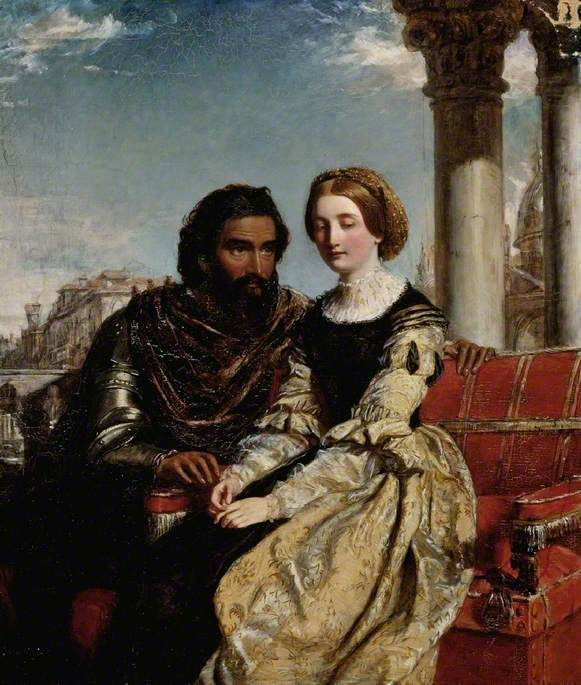
William Powell Frith : Othello et Desdémone
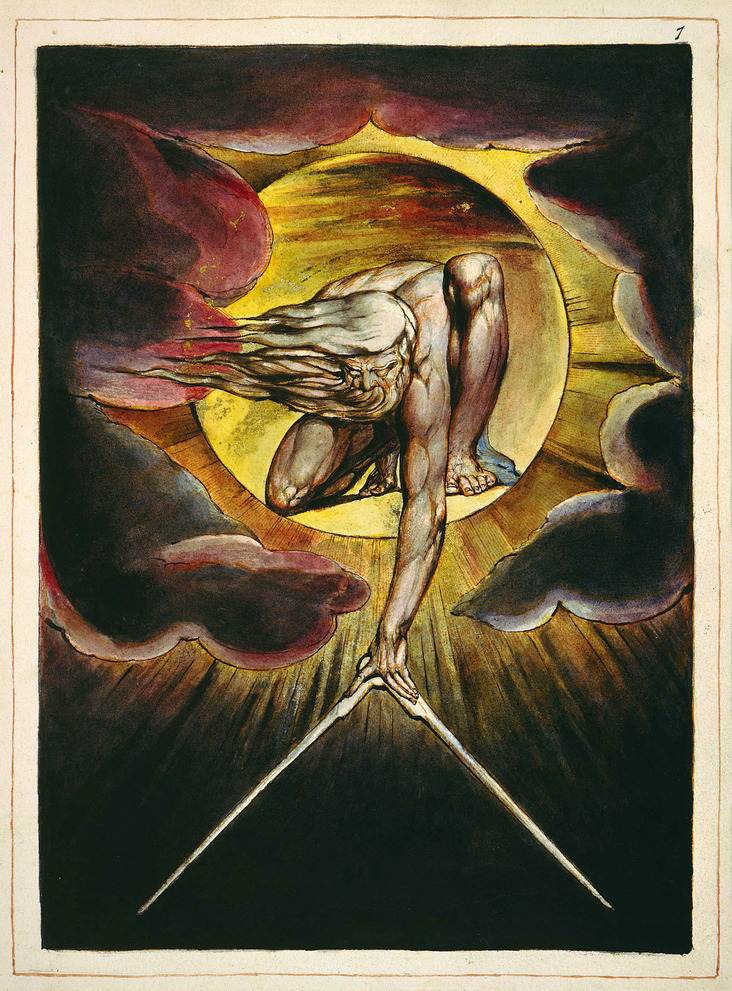
William Blake : Prophétie
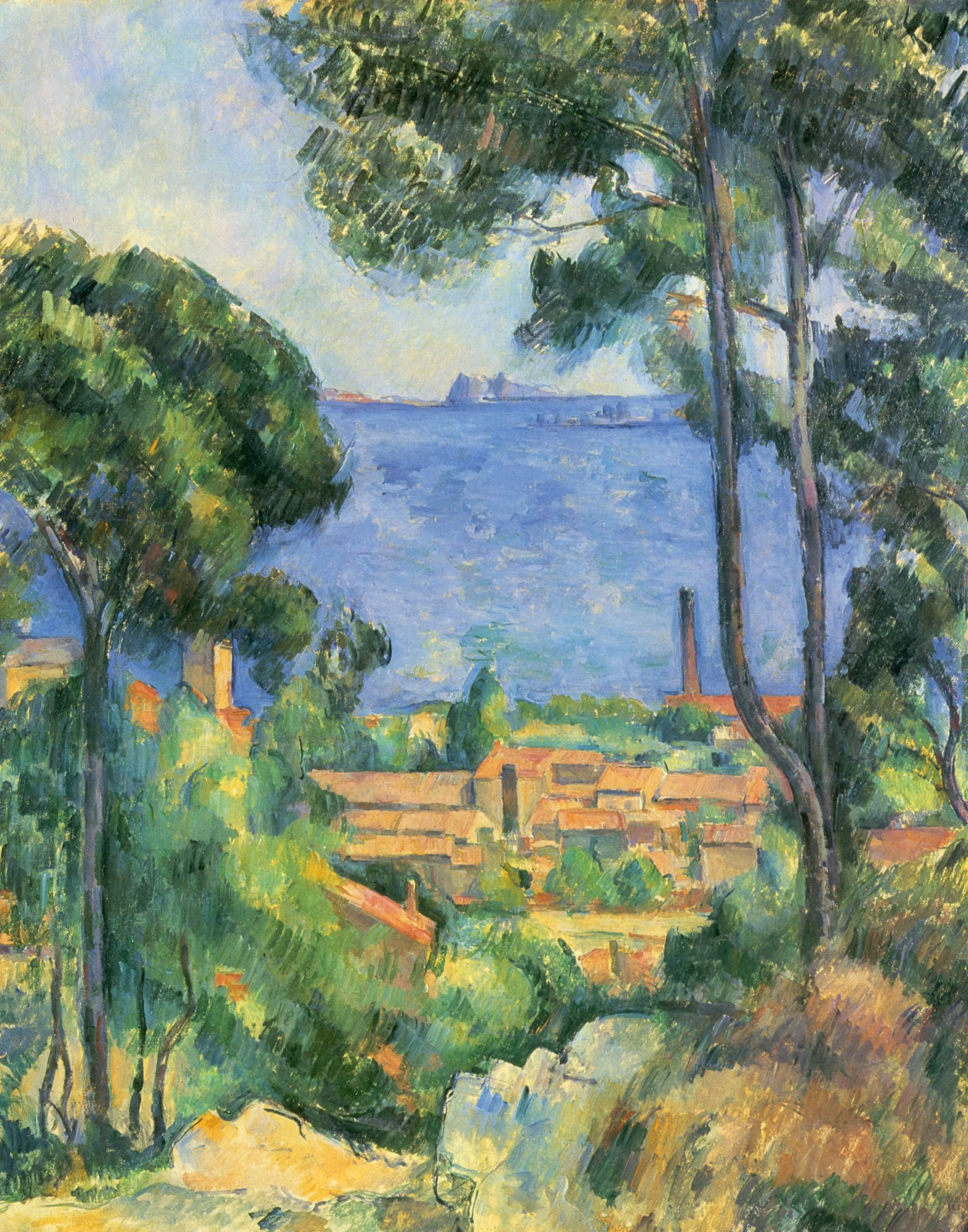
Paul Cézanne : La Mer près de l'Estaque, le château d'If au fond
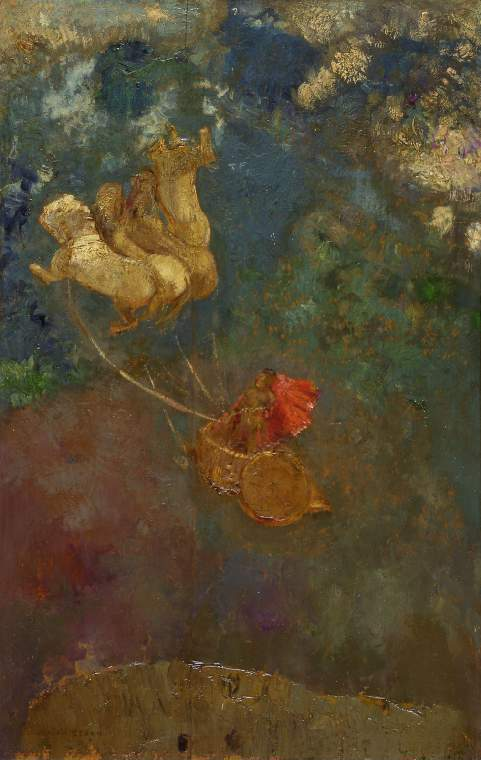
Odilon Redon : Le Char d'Apollon (1907-1910)